# Dominique Lottin
Pour les articles homonymes, voir Lottin.
Dominique Lottin est une magistrate française, née François le 18 août 1958 à Paris. En octobre 2017, Gérard Larcher la nomme membre du Conseil constitutionnel en remplacement de Nicole Belloubet.

## Biographie

### Origines et formation
Son père est directeur dans uns société d'assurances et sa mère, d'abord institutrice en Corse, part à Paris et cesse ses activités professionnelles pour se marier et avoir 3 enfants. Dominique François se passionne pour le métier de juge dès l'âge de 10 ans. Elle fait des études de droit à Nanterre et à Assas, puis entre sur concours à l'École nationale de la magistrature, plus jeune de sa promotion.
Auditrice de justice en 1980, elle y rencontre son futur mari et change son nom en Dominique Lottin.

### Carrière dans la magistrature
Elle débute en tant que juge au Tribunal de Grande Instance d'Arras avant d'être nommée, en 1985, au TGI de Rouen dont elle est l'un des vice-présidents entre 1993 et 1996. Elle est ensuite chargée de mission auprès du premier président de la cour d'appel de Versailles pendant 9 mois puis juge à Nanterre. 
Entre 1998 et 2001, elle obtient le 1er grade de la magistrature en devenant substitut du procureur général près la cour d'appel de Rouen. Elle s'y occupe des assises, de l'équipement et ensuite du secrétariat général.
En 2001, alors que son mari reste à Rouen, elle est affectée à l'Inspection générale de la Justice en qualité d'inspecteur des services judiciaires. 
En 2006, elle est nommée au poste chef du service au secrétariat général à l’administration centrale du ministère de la Justice, chargée des nouvelles technologies et des questions de frais de justice.
En 2008, Rachida Dati, qui souhaite accentuer la féminisation des principaux postes du Ministère de la Justice la fait nommer à la tête de la Direction des Services judiciaires du ministère. Elle s'occupe alors surtout de la carrière des magistrats.
En janvier 2010, elle devient premier président de la cour d'appel de Douai avant de prendre la première présidence de la Cour d'appel de Versailles, en septembre 2014,. En 2016, elle est élue présidente de la Conférence des premiers présidents de cours d'appel.

### Fin de carrière au Conseil constitutionnel
Le 12 octobre 2017, elle est proposée par Gérard Larcher, président du Sénat, pour intégrer le Conseil constitutionnel, en remplacement de Nicole Belloubet, nommée garde des Sceaux. Dans un premier temps, Gérard Larcher avait nommé Michel Mercier, mais celui-ci avait renoncé à intégrer le Conseil constitutionnel en raison de sa mise en cause dans une affaire d'emplois familiaux supposés fictifs,. La nomination de Dominique Lottin est approuvée par la commission des lois du Sénat le 25 octobre, et signée le même jour. Elle est remplacée au Conseil constitutionnel par François Seners le 23 février 2022 et admise à prendre sa retraite de la magistrature au 1er mai 2022.

### Carrière au Conseil supérieur de la magistrature
Le 27 janvier 2023, Gérard Larcher, président du Sénat, envisage de la nommer membre du Conseil supérieur de la magistrature.

## Décorations
Dominique Lottin est nommée au grade de chevalier dans l'ordre national du Mérite, puis faite chevalier de l'ordre le 16 septembre 2005, et promue au grade d'officier dans l'ordre le 2 mai 2012 au titre de « première présidente de la cour d'appel de Douai ». 
Elle est nommée au grade de chevalier dans l'ordre national de la Légion d'honneur puis faite chevalier de l'ordre le 12 juin 2008 et promue au grade d'officier dans l'ordre le 30 décembre 2016 au titre de « première présidente de la cour d'appel de Versailles ».